# Nagroda Saturn w kategorii najlepszy film animowany
Lista nagród Saturn w kategorii najlepszy film animowany.
Legenda:  Zwycięzcy 

## 2003–2010
| Rok                  | Film                                                                              |
| -------------------- | --------------------------------------------------------------------------------- |
| 2003 (29. ceremonia) | Spirited Away: W krainie bogów (Spirited Away)                                    |
| 2003 (29. ceremonia) | Epoka lodowcowa (Ice Age)                                                         |
| 2003 (29. ceremonia) | Lilo i Stich (Lilo & Stitch)                                                      |
| 2003 (29. ceremonia) | Planeta skarbów (Treasure Planet)                                                 |
| 2004 (30. ceremonia) | Gdzie jest Nemo? (Finding Nemo)                                                   |
| 2004 (30. ceremonia) | Mój brat niedźwiedź (Brother Bear)                                                |
| 2004 (30. ceremonia) | Looney Tunes znowu w akcji (Looney Tunes: Back in Action)                         |
| 2004 (30. ceremonia) | Sindbad: Legenda siedmiu mórz (Sinbad: Legend of the Seven Seas)                  |
| 2005 (31. ceremonia) | Iniemamocni (The Incredibles)                                                     |
| 2005 (31. ceremonia) | Ekspres polarny (The Polar Express)                                               |
| 2005 (31. ceremonia) | Rybki z ferajny (Shark Tale)                                                      |
| 2005 (31. ceremonia) | Shrek 2                                                                           |
| 2006 (32. ceremonia) | Gnijąca panna młoda (Corpse Bride)                                                |
| 2006 (32. ceremonia) | Kurczak Mały (Chicken Little)                                                     |
| 2006 (32. ceremonia) | Czerwony Kapturek – prawdziwa historia (Hoodwinked)                               |
| 2006 (32. ceremonia) | Ruchomy zamek Hauru (jap. ハウルの動く城 Hauru no ugoku shiro)                    |
| 2006 (32. ceremonia) | Madagaskar (Madagascar)                                                           |
| 2006 (32. ceremonia) | Wallace i Gromit: Klątwa królika (Wallace & Gromit: The Curse of the Were-Rabbit) |
| 2007 (33. ceremonia) | Auta (Cars)                                                                       |
| 2007 (33. ceremonia) | Wpuszczony w kanał (Flushed Away)                                                 |
| 2007 (33. ceremonia) | Happy Feet: Tupot małych stóp (Happy Feet)                                        |
| 2007 (33. ceremonia) | Straszny dom (Monster House)                                                      |
| 2007 (33. ceremonia) | Skok przez płot (Over the Hedge)                                                  |
| 2007 (33. ceremonia) | Przez ciemne zwierciadło (A Scanner Darkly)                                       |
| 2008 (34. ceremonia) | Ratatuj (Ratatouille)                                                             |
| 2008 (34. ceremonia) | Beowulf                                                                           |
| 2008 (34. ceremonia) | Rodzinka Robinsonów (Meet the Robinsons)                                          |
| 2008 (34. ceremonia) | Shrek Trzeci (Shrek the Third)                                                    |
| 2008 (34. ceremonia) | Simpsonowie: Wersja kinowa (The Simpsons Movie)                                   |
| 2008 (34. ceremonia) | Na fali (Surf’s Up)                                                               |
| 2009 (35. ceremonia) | WALL·E                                                                            |
| 2009 (35. ceremonia) | Piorun (Bolt)                                                                     |
| 2009 (35. ceremonia) | Horton słyszy Ktosia (Horton Hears a Who!)                                        |
| 2009 (35. ceremonia) | Kung Fu Panda                                                                     |
| 2009 (35. ceremonia) | Madagaskar 2 (Madagascar: Escape 2 Africa)                                        |
| 2009 (35. ceremonia) | Gwiezdne wojny: Wojny klonów (Star Wars: The Clone Wars)                          |
| 2010 (36. ceremonia) | Potwory kontra Obcy (Monsters vs. Aliens)                                         |
| 2010 (36. ceremonia) | Opowieść wigilijna (A Christmas Carol)                                            |
| 2010 (36. ceremonia) | Koralina i tajemnicze drzwi (Coraline)                                            |
| 2010 (36. ceremonia) | Fantastyczny pan Lis (Fantastic Mr. Fox)                                          |
| 2010 (36. ceremonia) | Epoka lodowcowa 3: Era dinozaurów (Ice Age: Dawn of the Dinosaurs)                |
| 2010 (36. ceremonia) | Odlot (Up)                                                                        |

### 2011–2020
| Rok                  | Film                                                                                          |
| -------------------- | --------------------------------------------------------------------------------------------- |
| 2011 (37. ceremonia) | Toy Story 3                                                                                   |
| 2011 (37. ceremonia) | Jak ukraść księżyc (Despicable Me)                                                            |
| 2011 (37. ceremonia) | Jak wytresować smoka (How to Train Your Dragon)                                               |
| 2011 (37. ceremonia) | Legendy sowiego królestwa: Strażnicy Ga’Hoole (Legend of the Guardians: The Owls of Ga'Hoole) |
| 2011 (37. ceremonia) | Shrek Forever (Shrek Forever After)                                                           |
| 2011 (37. ceremonia) | Zaplątani (Tangled)                                                                           |
| 2012 (38. ceremonia) | Kot w butach (Puss in Boots)                                                                  |
| 2012 (38. ceremonia) | Przygody Tintina (The Adventures of Tintin)                                                   |
| 2012 (38. ceremonia) | Auta 2 (Cars 2)                                                                               |
| 2012 (38. ceremonia) | Kung Fu Panda 2                                                                               |
| 2012 (38. ceremonia) | Rango                                                                                         |
| 2012 (38. ceremonia) | Rio                                                                                           |
| 2013 (39. ceremonia) | Frankenweenie                                                                                 |
| 2013 (39. ceremonia) | Merida Waleczna (Brave)                                                                       |
| 2013 (39. ceremonia) | ParaNorman                                                                                    |
| 2013 (39. ceremonia) | Ralph Demolka (Wreck-It Ralph)                                                                |
| 2014 (40. ceremonia) | Kraina lodu (Frozen)                                                                          |
| 2014 (40. ceremonia) | Minionki rozrabiają (Despicable Me 2)                                                         |
| 2014 (40. ceremonia) | Makowe wzgórze (jap. コクリコ坂から Kokuriko-zaka kara)                                       |
| 2014 (40. ceremonia) | Uniwersytet potworny (Monsters University)                                                    |
| 2015 (41. ceremonia) | Lego: Przygoda (The Lego Movie)                                                               |
| 2015 (41. ceremonia) | Wielka szóstka (Big Hero 6)                                                                   |
| 2015 (41. ceremonia) | Pudłaki (The Boxtrolls)                                                                       |
| 2015 (41. ceremonia) | Jak wytresować smoka 2 (How to Train Your Dragon 2)                                           |
| 2015 (41. ceremonia) | Zrywa się wiatr (jap. 風立ちぬ Kaze tachinu)                                                  |
| 2016 (42. ceremonia) | W głowie się nie mieści (Inside Out)                                                          |
| 2016 (42. ceremonia) | Anomalisa                                                                                     |
| 2016 (42. ceremonia) | Dobry dinozaur (The Good Dinosaur)                                                            |
| 2016 (42. ceremonia) | Kung Fu Panda 3                                                                               |
| 2016 (42. ceremonia) | Minionki (Minions)                                                                            |
| 2016 (42. ceremonia) | Marnie. Przyjaciółka ze snów (jap. 思い出 のマーニー Omoide no Mānī)                          |
| 2017 (43. ceremonia) | Gdzie jest Dory? (Finding Dory)                                                               |
| 2017 (43. ceremonia) | Final Fantasy XV: Gwardia Królewska (Kingsglaive: Final Fantasy XV)                           |
| 2017 (43. ceremonia) | Vaiana: Skarb oceanu (Moana)                                                                  |
| 2017 (43. ceremonia) | Sing                                                                                          |
| 2017 (43. ceremonia) | Trolle (Trolls)                                                                               |
| 2017 (43. ceremonia) | Zwierzogród (Zootopia)                                                                        |
| 2018 (44. ceremonia) | Coco                                                                                          |
| 2018 (44. ceremonia) | Auta 3 (Cars 3)                                                                               |
| 2018 (44. ceremonia) | Dzieciak rządzi (The Boss Baby)                                                               |
| 2018 (44. ceremonia) | Gru, Dru i Minionki (Despicable Me 3)                                                         |
| 2018 (44. ceremonia) | Kimi no na wa. (jap. 君の名は。)                                                              |